# 戴维·霍金斯
戴维·霍金斯（英語：David Hawkins，1933年12月3日—2020年11月5日），澳大利亚男子游泳运动员。他曾代表澳大利亚参加1950年和1954年英联邦运动会游泳比赛，获得三枚金牌。他也曾参加1952年夏季奥林匹克运动会。